# Santa Luzia (Tavira)
Santa Luzia is een plaats (freguesia) in de Portugese gemeente Tavira en telt 1729 inwoners (2001).

## Afbeeldingen

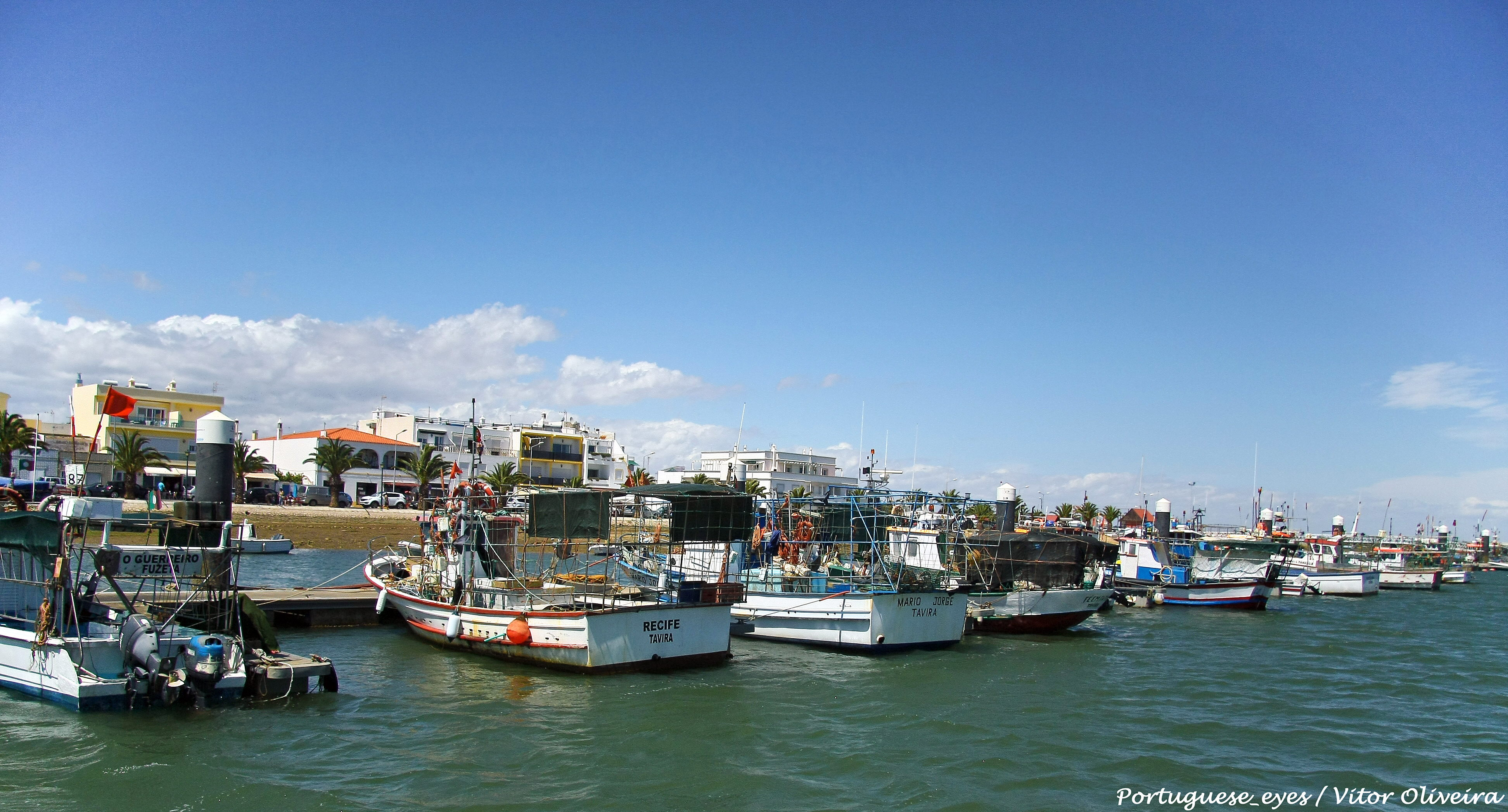
Vissershaven
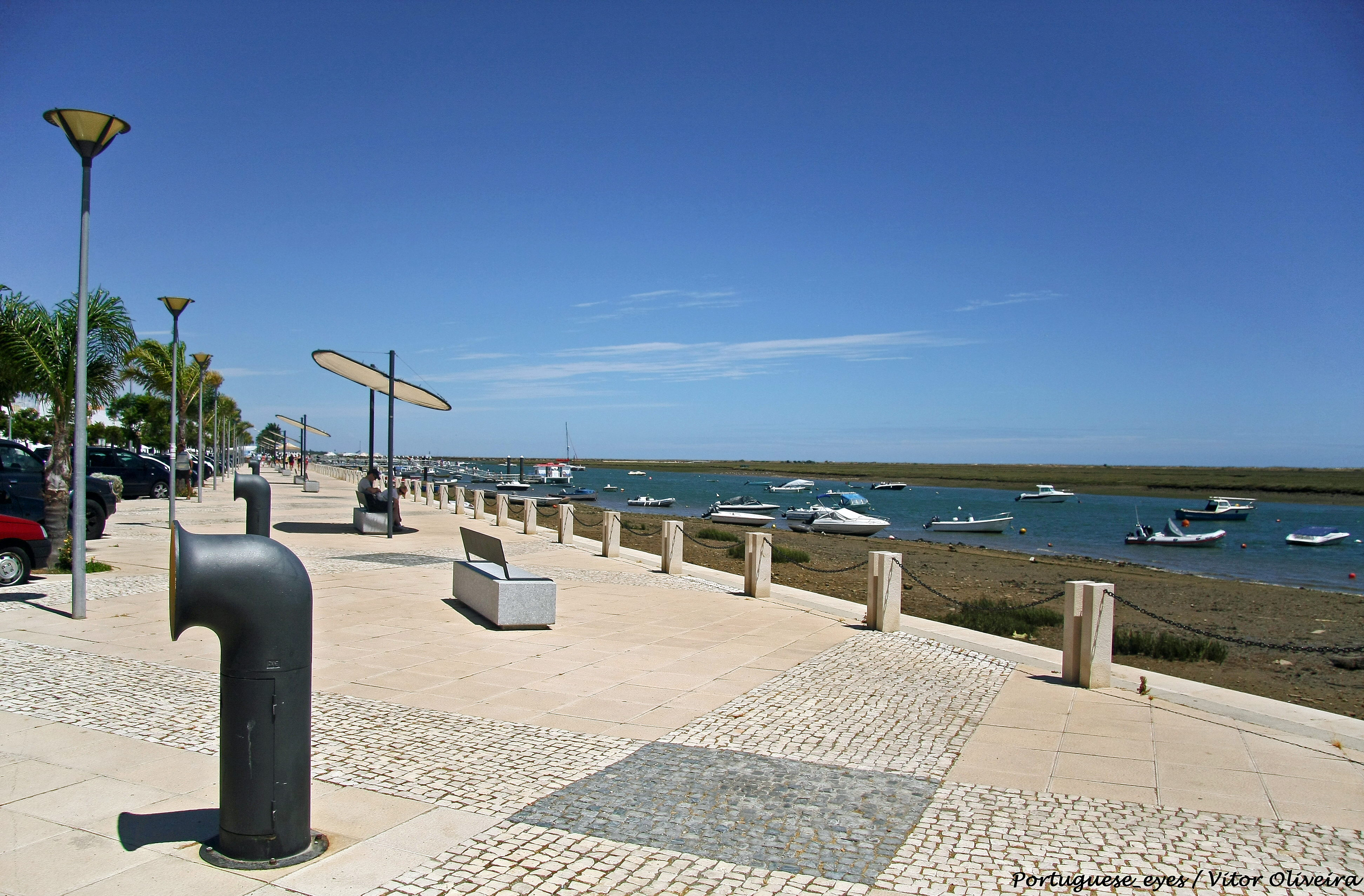
Boulevard